# Ricky Cardús
Ricard "Ricky" Cardús González (Tiana, Barcelona, 18 de marzo de 1988) es un piloto de motociclismo español. Sobrino de Carlos Cardús, compitiió en el Mundial de Moto2 desde el año 2010 hasta el 2017.

## Trayectoria
Su bautizo deportivo fue en 2003, en la Copa de Promoción de Supermotard, con un 2.º puesto en la clasificación final. A partir de este debut, Ricky empieza a competir en diversos campeonatos. 
En 2004, participa en la copa Honda MoviStar 600cc en el campeonato de España, donde obtiene una 4.º posición y en la Copa CRF 450 Supermotard donde obtiene un 2.º lugar.  
En 2005 consigue un 4.º puesto en el campeonato de Cataluña 125cc, y un 2.º en la Copa Critérium Derbi España. A causa de graves accidentes el piloto sufre lesiones complicadas y no se incorpora de nuevo a la competición hasta 2007. 
Este año, debuta en el Mundial en la categoría de 125 de wild card, en el circuito de Brno y posteriormente en 2008 en el circuito de Cheste y en el circuito de Montmeló. 
En el año 2009 participa en el campeonato de España en 125cc, en la categoría de supersport, lo que le permitirá aprender la técnica de pilotaje con motores  4 tiempos, un punto de partida fundamental para participar en el Mundial de Moto2 en 2010.
MOTO 2
Temporada 2010 Se incorpora en el Mundial de Moto2 a falta de pocas carreras, de la mano del equipo Stop And Go, donde participa en un total de 6 carreras. Al mismo tiempo, comienza la temporada 2010 en el campeonato de España de Moto2 participando en 5 carreras.
Temporada 2011 Este será el primer mundial completo en Moto2, junto con el equipo catarí QMMF Racing Team, teniendo como compañero de equipo a Mishal Al Naimi. Este año, conseguirá sus mejores resultados en el Gran Premio de Portugal y en el Gran Premio de Indianápolis, donde consigue clasificarse en el 14.º puesto.
Temporada 2012 Su segundo año completo en el Mundial de Moto2, donde conseguirá un total de 8 puntos con el equipo Arguiñano Racing Team.
Temporada 2013 Tercer año completo en el Mundial de Moto2, en el equipo de NGM Forward Racing Team.
Temporada 2014 Es elegido para sustituir a Alex Mariñelarena, piloto de Tech 3 Racing Team, después de sufrir un accidente mientras realizaba unos test en el Circuito Paul Ricard, justo antes de empezar el Mundial de Motociclismo 2014. Esta temporada, Ricky hace su mejor marca en el Circuito de Montmeló, consiguiendo una séptima posición.
Finaliza la temporada 2014 en la 17.ª posición del campeonato con un total de 28 puntos conseguidos. Es el mejor resultado conseguido hasta ahora en Campeonato del Mundo.
Temporada 2015 Corrió los primeros nueve GP cor el equipo Tech 3. Volvió a competir en el mismo campeonato a partir del GP de la República Checa, dentro del equipo JPMoto Malasia con una Suter MMX2. Terminó la temporada en el vigésimo cuarto lugar con 20 puntos. 
Temporada 2016 Regresó por una carrera del campeonato mundial reemplazando al lesionado Efrén Vázquez con la Suter MMX2 del  equipo JPMoto Malasia, en el Gran Premio de Italia. Terminó la carrera en decimonovena posición, sin sumar puntos. En la misma temporada compitió en tres carreras en el CEV Moto2 donde obtuvo una victoria y dos podios.
Temporada 2017 Compitió en el Gran Premio de Catar con Speed Up sustituyendo a Axel Bassani. Luego compitió en los Grandes Premios de América, España y Francia con KTM  como reemplazo de Brad Binder. También compitió en el GP de la Comunidad Valenciana como sustituto de Thomas Lüthi en Kalex.
Paralelamente al Mundial de Moto2, participó en el CEV Moto2 donde consiguió cuatro victorias y terminó en segundo lugar. 

## Palmarés
- 2003: Copa XR 400 cc, categoría Supermotard, 2.º clasificado. Copa Red Bull Supermotard, 6.º clasificado.
- 2004: Capa Honda Movistar 600 cc campeonato de España, 4.º clasificado. Copa CRF 450 Supermotard, 2.º clasificado.
- 2005: Campeonato de Cataluña 125 cc gran premio, 4.º clasificado. Copa Critérium Derbi España, 2.º clasificado.
- 2006: Campeonato de España de 125 cc 10clas, equipo Derbi oficial. Dos carreras en el campeonato de Cataluña, 2.º Pódium en 3.º puesto.
- 2007: Campeonato de España 125 cc.
- 2008: Campeonato de España 125 cc, 7.º clasificado.
- 2009: Bautizo en la categoría de supersport 600 cc en Campeonato de España 125 cc, 17 clasificado.
- 2010: Incorporación al Mundial de Moto2 a falta de pocas carreras, logrando buenos resultados considerando las dificultades que supone acceder a la competición a mitad de carrera.
- 2011: Primer año completo en el Mundial de Moto2. Primer puesto en Las 24 horas de Motociclismo de Montmeló, Barcelona.
- 2012: Segundo año completo en el Mundial de Moto2, consiguiendo en total 8 puntos con el equipo Arguiñano Racing Team.
- 2013: Tercer año completo en el Mundial de Moto2 en el equipo NGM Forward Racing Team.
- 2014: Cuarto año completo en esta categoría con el equipo Tech3.
- 2015: Corrió con el equipo Tech 3 y  Suter. Terminó la temporada en el vigésimo cuarto lugar con 20 puntos.
- 2016: Corrió el Gran Premio de Italia de 2016 en Moto2 con Suter.
- 2017: Compitió con Speed Up. KTM y Kalex. Sumó 7 puntos, terminando en el puesto 29.
- 2017 Participó en el CEV Moto2 donde consiguió cuatro victorias y terminó en segundo lugar.

| Temporada | Competición                     | Cat.              | Moto           | Pos. | Ptos. |
| --------- | ------------------------------- | ----------------- | -------------- | ---- | ----- |
| 2003      | Copa XR 400cc                   | Supermotard       | -              | -    | 2.º   |
| 2003      | Copa RedBull                    | Supermotard       | -              | -    | 6.º   |
| 2004      | Copa Honda Movistar 600cc       | -                 | -              | -    | 4.º   |
| 2004      | Copa CRF 450                    | Supermotard       | -              | -    | 2.º   |
| 2005      | Campeonato de Cataluña 125cc    | -                 | -              | -    | 4.º   |
| 2005      | Copa critérium Derbi España     | -                 | -              | -    | 2.º   |
| 2006      | Campeonato de España de 125cc   | -                 | -              | -    | 10.º  |
| 2006      | Campeonato de Cataluña de 125cc | -                 | -              | -    | 3.º   |
| 2007      | Campeonato de España de 125cc   | -                 | -              | -    | -     |
| 2008      | Campeonato de España de 125cc   | -                 | -              | -    | 7.º   |
| 2009      | Campeonato de España 125cc      | Supermotard 600cc | -              | -    | 17.º  |
| 2010      | Mundial Motociclismo            | Moto2             | Bimota         | 0    | -     |
| 2011      | Mundial Motociclismo            | Moto2             | Moriwaki       | 2    | 31.º  |
| 2012      | Mundial Motociclismo            | Moto2             | AJR            | 8    | 28.º  |
| 2013      | Mundial Motociclismo            | Moto2             | Speed Up       | 7    | 23.º  |
| 2014      | Mundial Motociclismo            | Moto2             | Tech 3         | 28   | 17.º  |
| 2015      | Mundial Motociclismo            | Moto2             | Tech 3 - Suter | 20   | 24.º  |
| 2016      | Mundial Motociclismo            | Moto2             | Suter          | 0    | NC    |
| 2017      | Mundial Motociclismo            | Moto2             | KTM - Kalex    | 7    | 29.º  |